# Werus (uzurpator)
Werus (Verus, zm. 219) – rzymski uzurpator, dowódca i senator.
Był centurionem, któremu udało się osiągnąć godność senatora. Jako dowódca legionu III galijskiego (Legio III Gallica), stacjonującego w Syrii, poparł Heliogabala w dojściu do władzy w 218. 
Po rozczarowaniu wojska rządami Heliogabala w ciągu zimy 218/219, wykorzystał okazję, by ogłosić się cesarzem i stanął na czele buntu swego legionu. Jednakże Heliogabal kazał stracić Werusa, legion rozproszył, a Tyrowi, gdzie mieściła się kwatera główna tej jednostki, odebrał prawo miasta italskiego (ius Italicum), uwalniające od płacenia podatków, oraz status metropolii.